# Loesje

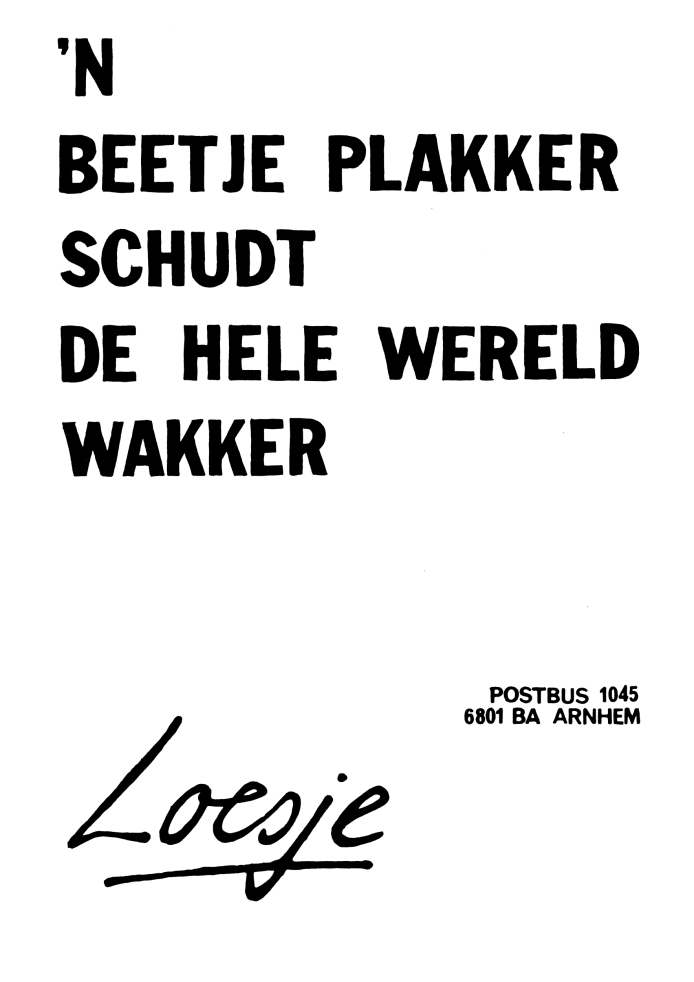
Loesje-Plakat (Niederlande)

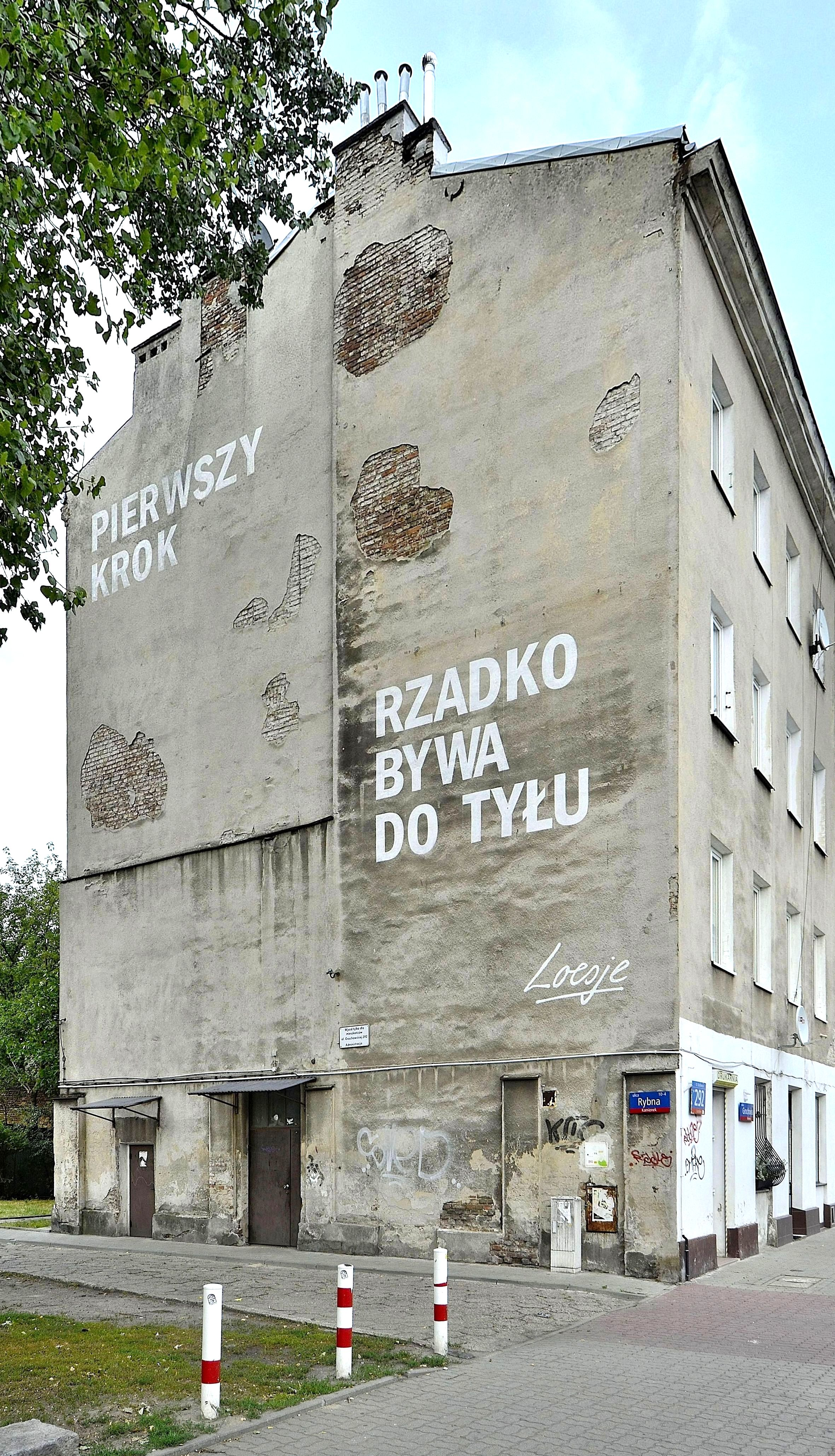
Loesje-Wandmalerei in Warschau (Polen)

Loesje (sprich luʃə) (Stichting Vrienden van Loesje) ist eine 1983 in Arnheim (Niederlande) gegründete Free-Speech-Organisation. Die Organisation internationalisierte sich im Jahr 1989. Die Charta der Organisation ist es, Kreativität zu verbreiten sowie positive Kritik, Ideen, philosophische Grübeleien und Gedanken über aktuelle Ereignisse als kurze Slogans auf Plakaten zu posten. Die Plakate enthalten eine Signatur von „Loesje“, einem niederländischen weiblichen Namen. Es gibt zudem Plakate, die von Loesjes Familienangehörigen unterzeichnet sind und deren Plakatinhalte andere Perspektiven, z. B. aus kindlicher Sicht, darstellen.
In einem Info-Flyer wird u. a. ausgeführt: „Loesje will nicht einfach Wahrheiten verkünden, denn das tun schon genug Leute. Sie sucht den Austausch, den Kontakt, die Konfrontation. Sie steht für Kreativität, Selbstbestimmung, Kommunikation sowie die Freiheit der Kunst und der Meinungsäußerung. Das gilt nicht nur für große politische Themen, sondern auch für die kleinen Dinge.“ Alle von Loesje zur Verfügung gestellten Plakat-Dateien werden in einem internationalen Online-Archiv gespeichert.
Loesje ist zurzeit in 15 Ländern aktiv. Das Hauptquartier der Organisation befand sich von 2005 bis 2013 in Berlin.
Auf der niederländischen Website findet sich mittlerweile ein Hinweis auf eine Loesje-App, mit welcher die niederländischen Poster auf iOS-Geräten angeschaut werden können.

## Veröffentlichungen
Die Königliche Bibliothek der Niederlande verzeichnet über 60 Veröffentlichungen (Stand 2020).
- Het gedicht van Nederland. Bruna, Utrecht 1992, ISBN 90-229-8089-8.
- Loesje 25 jaar. Posters die de wereld veranderden. Bruna, Utrecht 2009, ISBN 978-90-229-9494-8.
- De wereld is te rond om stil in een hoekje te zitten. Bruna, Amsterdam 2016, ISBN 978-94-005-0734-0.